# Кільмезьке сільське поселення (Селтинський район)
Кільме́зьке сільське поселення — муніципальне утворення в складі Селтинського району Удмуртії, Росія. Адміністративний центр — село Селти, яке однак не входить до складу поселення.

## Історія
Станом на 2002 рік існували Селтинська сільська рада (село Селти, присілки Велика Кільмезь-Бія, Віняшур-Бія, Квашур, Мад'ярово, Мала Кільмезь-Бія, Малий Жайгіл, селища Віняшур-Бія, Головізнін Язок, Льнозаводський, виселок Дружний) та Югдонська сільська рада (присілки Кейлуд-Зюнья, Лудзі-Жик'я, Рязаново, Чибір-Зюнья, селища Югдон, Юмга-Омга). Пізніше село Селти утворило окреме Селтинське сільське поселення, однак залишилось одночасно і центром Кільмезького сільського поселення; селище Льнозаводський передане до складу Колесурського сільського поселення, присілки Кейлуд-Зюнья, Чибір-Зюнья та селище Юмга-Омга передано до складу Сюромошурського сільського поселення.

## Населення
Населення становить 808 осіб (2019, 1010 у 2010, 1302 у 2002).

## Склад
До складу поселення входять такі населені пункти:
| Населений пункт               | Населення, осіб (2002) | Населення, осіб (2010) |
| ----------------------------- | ---------------------- | ---------------------- |
| Велика Кільмезь-Бія, присілок | 64                     | 52                     |
| Віняшур-Бія, присілок         | 27                     | 14                     |
| Віняшур-Бія, починок          | 70                     | 36                     |
| Головізнін Язок, присілок     | 214                    | 153                    |
| Дружний, виселок              | 16                     | 3                      |
| Квашур, присілок              | 67                     | 42                     |
| Лудзі-Жик'я, присілок         | 123                    | 89                     |
| Мад'ярово, присілок           | 225                    | 220                    |
| Мала Кільмезь-Бія, присілок   | 55                     | 43                     |
| Малий Жайгіл, присілок        | 72                     | 58                     |
| Рязаново, присілок            | 10                     | 4                      |
| Югдон, присілок               | 359                    | 291                    |

## Господарство
В поселенні діють школа, садочок, 4 ФАПи, клуб, бібліотека.